# 서뱀프
《서뱀프》(SERVAMP -サーヴァンプ-)는 다나카 스트라이크가 원작한 일본의 만화 작품이다. 「월간 코믹겐」(KADOKAWA 미디어팩토리 간행)에서 2011년 7월호부터 연재 중이다.
2015년 7월, TV 애니메이션화가 발표되었고, 2016년 7월 5일부터 9월 20일까지 AT-X 등에서 방영했다.

## 줄거리
「심플」 모드를 내세운 고교 1학년 시로타 마히루는 어느 날 길가에서 1마리의 검은 고양이를 주워 「쿠로」라고 이름을 짓는다. 하지만, 그 고양이는 서뱀프는 계약한 주인의 말을 듣는 흡혈귀였다. 계약에 의해서 쿠로의 주인이 되었고, 한낮은 흡혈귀끼리의 싸움에 휘말리게 된다.